# Грбови рејона Јеврејске аутономне области
Грбови рејона Јеврејске аутономне области обухвата галерију грбова административних јединица руске области — Јеврејске аутономне области, са статусом градских округа и рејона, те њихове историјске грбове (уколико их има).
Већина грбова настала је након успостављања Руске Федерације и Јеврејске аутономне области, као њеног саставног субјекта.

## Грбови округа и рејона
- Грб града 
 Биробиџана
- 1 — Грб 
 Биробиџанског рејона
- 2 — Грб 
 Лењинског рејона
- 3 — Грб 
 Облученског рејона
- 4 — Грб 
 Октобарског рејона
- 5 — Грб 
 Смидовичког рејона